# Gary Ross
Pour les articles homonymes, voir Ross.
Gary Ross est un scénariste, producteur, réalisateur et acteur américain né le 3 novembre 1956 à Los Angeles, Californie (États-Unis).

## Biographie
Gary Ross est le fils de Gail et Arthur A. Ross, un réalisateur-scénariste qui a notamment été nommé aux Oscars 1981 pour Brubaker. Après avoir fréquenté l'université de Pennsylvanie, il travaille un temps comme pêcheur. Il travaille ensuite sur la campagne pour l'élection présidentielle américaine de 1980 de Ted Kennedy, puis plus brièvement sur celles de Michael Dukakis (1988) et Bill Clinton (1992). Il écrit par la suite un roman avant de devenir scénariste sous contrat avec Paramount Pictures.
Il coécrit son premier scénario de film avec Anne Spielberg, la sœur de Steven Spielberg. Il s'agit de Big, avec Tom Hanks, qui sort en 1988. Gary Ross est nommé pour son travail à l'Oscar du meilleur scénario original en 1989. Il est à nouveau nommé dans cette catégorie en 1994 pour Président d'un jour d'Ivan Reitman.
Il a également écrit les scenarios de Mr. Baseball (1992) et Lassie : Des amis pour la vie (1994). En 1998, il écrit le scénario de Pleasantville et y fait ses débuts en tant que réalisateur. Il dirige ainsi Tobey Maguire et Reese Witherspoon qui voient leurs personnages parachutés dans le monde de la télévision en noir et blanc des années 1950. Le film est cependant un flop au box-office malgré des critiques plutôt positives et trois nominations aux Oscars 1999 (meilleure musique, meilleurs costumes et meilleure direction artistique).
Son second long métrage comme réalisateur, Pur Sang, la légende de Seabiscuit, sort en 2003. Il produit et écrit également ce film, adapté d'un roman de Laura Hillenbrand. Il est alors nommé à l'Oscar du meilleur scénario adapté en 2004. Il écrit le scénario de La Légende de Despereaux (2008), un film d'animation adapté du roman The Tale of Despereaux de Kate DiCamillo. Il a également écrit le scénario pour un projet de remake de L'Étrange Créature du lac noir (1954), sur lequel son père était scénariste.
Il est ensuite choisi par Lionsgate pour coécrire et réaliser l'adaptation du roman Hunger Games de Suzanne Collins. Le film sort en 2012 et connait un important succès mondial avec 694 394 724 $ de recettes mondiales. Son ami réalisateur Steven Soderbergh y officie comme réalisateur de la seconde équipe.
Il écrit et réalise ensuite Free State of Jones, qui sort en 2016. Matthew McConaughey y incarne Newton Knight, une « légende » de la guerre de Sécession. Le film n'est pas très bien accueilli par la critique et ne récolte que 25 millions de dollars de recettes mondiales, pour un budget d'environ 50 millions.
Son ami Steven Soderbergh et George Clooney font ensuite appel à lui pour mettre en scène Ocean's 8, film spin-off de la trilogie Ocean's débutée en 2001 avec Ocean's Eleven. Le film met principalement en scène un casting féminin emmené par Sandra Bullock.

## Filmographie
Sauf indication contraire, les informations mentionnées dans cette section peuvent être confirmées par la base de données cinématographiques IMDb,  présente dans la section « Liens externes ».

### Réalisateur
- 1997 : La Chose Etrange
- 1998 : Pleasantville
- 2003 : Pur Sang, la légende de Seabiscuit (Seabiscuit)
- 2012 : Hunger Games (The Hunger Games)
- 2016 : Free State of Jones
- 2018 : Ocean's 8

### Scénariste
- 1986 : Le Voyageur (The Hitchhiker) (série télévisée) - 1 épisode
- 1988 : Big de Penny Marshall
- 1992 : Mr. Baseball de Fred Schepisi
- 1993 : Président d'un jour (Dave) d'Ivan Reitman
- 1994 : Lassie : Des amis pour la vie (Lassie : Best Friends Are Forever) de Daniel Petrie
- 1998 : Pleasantville de lui-même
- 2003 : Pur Sang, la légende de Seabiscuit (Seabiscuit) de lui-même
- 2008 : La Légende de Despereaux (The Tale of Despereaux) de Sam Fell et Robert Stevenhagen
- 2012 : Hunger Games (The Hunger Games) de lui-même
- 2016 : Free State of Jones de lui-même
- 2018 : Ocean's 8 de lui-même

### Producteur
- 1988 : Big de Penny Marshall (coproducteur)
- 1997 : Le Plus Fou des deux (Trial and Error) de Jonathan Lynn
- 1998 : Pleasantville de lui-même
- 2003 : Pur Sang, la légende de Seabiscuit (Seabiscuit) de lui-même
- 2008 : La Légende de Despereaux (The Tale of Despereaux) de Sam Fell et Robert Stevenhagen
- 2016 : Free State of Jones de lui-même

### Acteur
- 1993 : Président d'un jour (Dave) d'Ivan Reitman : policier #2
- 1995 : The Misery Brothers de Lorenzo Doumani : Redwood Stump
- 2003 : Pur Sang, la légende de Seabiscuit (Seabiscuit) : l'annonceur Pimlico

## Distinctions principales
Source et distinctions complètes : Internet Movie Database

### Récompenses
- Saturn Awards 1990 : meilleur scénario pour Big
- 65e cérémonie des British Academy Film Awards 2012 : prix des enfants du meilleur film pour Hunger Games

### Nominations
Oscars du cinéma
- 1989 : Oscar du meilleur scénario original pour Big
- 1994 : meilleur scénario original pour Président d'un jour
- 2004 : meilleur film et meilleur scénario adapté pour Pur Sang, la légende de Seabiscuit

MTV Movie Awards
- 2012 : meilleur film pour Hunger Games